# Louis Vos
Louis Vos (Mol, 31 december 1945) was hoogleraar geschiedenis aan de Katholieke Universiteit Leuven.

## Levensloop
Zijn specialisaties bevonden zich op het vlak van de Vlaamse Beweging, het nationalisme in België, de Europese studentenbewegingen en de Vlaamse katholieke jeugdbewegingen. Aan de K.U.Leuven doceerde hij Eigentijdse Geschiedenis, Geschiedenis van het Nationalisme in België en Geschiedenis van Polen.  Sinds 1996 is hij ook voorzitter van het Studie- en Navorsingscentrum Oorlog en Hedendaagse Maatschappij te Brussel.
Louis Vos was in het academiejaar 2007-2008 voorzitter van de Vereniging Academisch Personeel Leuven (VAPL). Vos geldt als de geestelijke zoon van Lode Wils, de bekende historicus die de historiografie over de Vlaamse Beweging in zijn eentje herschreef.
In oktober 2011 werd hij emeritus.